# ORYX Motors
ORYX Motors (ar: أوريكس موتور) est un constructeur automobile algérien fondé en juillet 2017. L'entreprise se distingue par la production de la première voiture algérienne conçue et fabriquée dans le pays, l'Oryx timgad,,.